# Theuville (Eure-et-Loir)
Theuville is een gemeente in het Franse departement Eure-et-Loir (regio Centre-Val de Loire). De plaats maakt deel uit van het arrondissement Chartres. Op 1 januari 2016 is Theuville gefuseerd met de gemeente Pézy tot de nieuw gevormde gemeente Theuville. De gemeente telde 731 inwoners op 1 januari 2016.

## Geografie
De oppervlakte van Theuville bedroeg op 1 januari 2016 23,67 vierkante kilometer; de bevolkingsdichtheid was toen 30,9 inwoners per km².

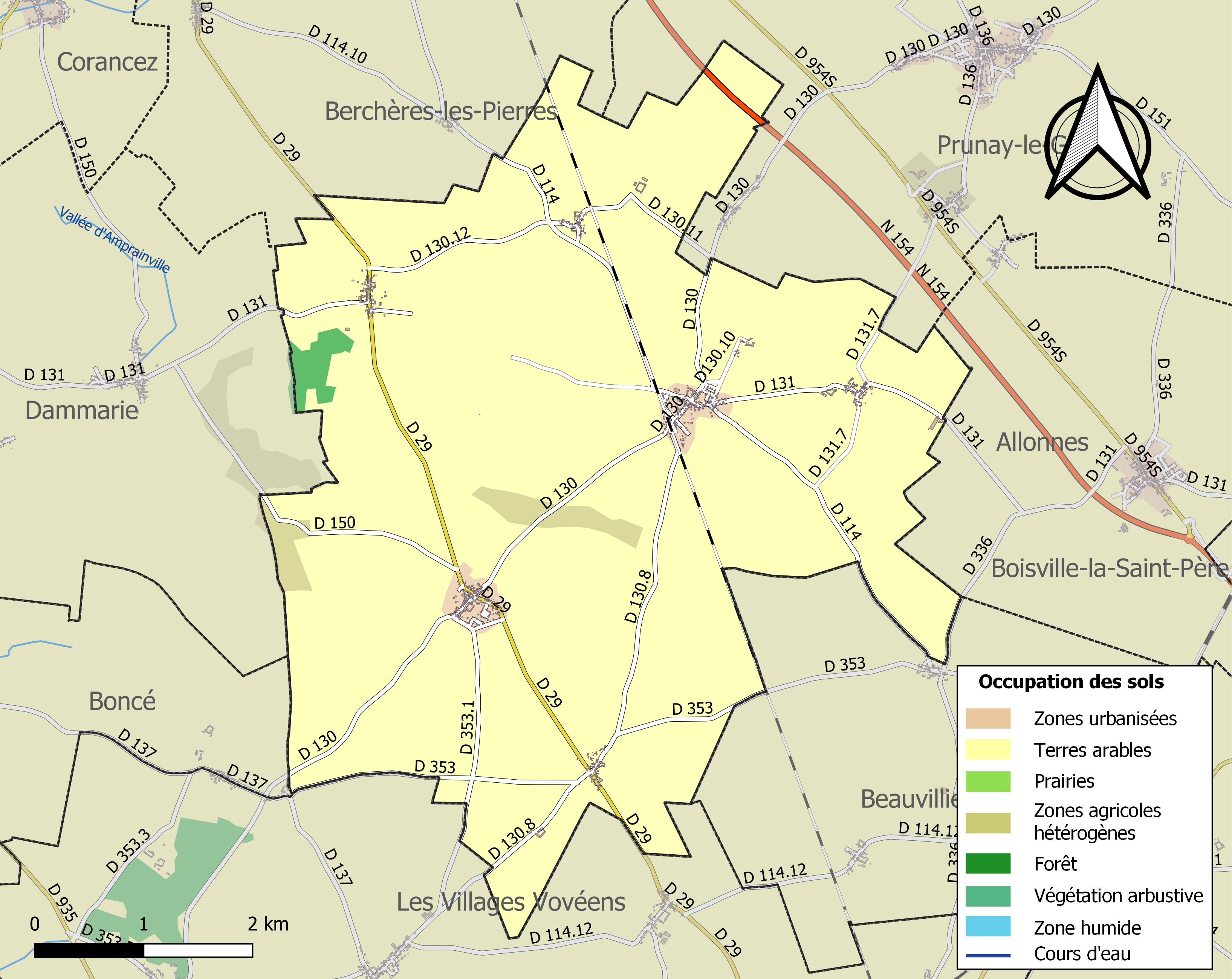
Kaart van de gemeente met belangrijkste infrastructuur, bodemgebruik en omliggende gemeenten

## Demografie
Onderstaande figuur toont het verloop van het inwonertal (bron: INSEE-tellingen).